# مركب حلقي
المركب الحلقي في الكيمياء، هو مركب يتكون من سلسلة من الذرات متصلة ببعضها لتشكل حلقة. ومع أن الغالبية العظمى من المركبات الحلقية هي مركبات عضوية، إلا أن يوجد مركبات غير عضوية قليلة تشكل مركبات حلقية أيضًا، تتضمن الكبريت، والسيليكون الذي يشكل مركبات السيلان، و الفوسفور الذي يشكل مركبات الفوسفان.
قد تكون المركبات الحلقية عطرية أو لا. فمركب البنزين هو مركب عطري في حين أن حلقي الهكسان ليس عطري. يستخدم مصطلح «متعدد الحلقات» عندما يتشكل جزيء مفرد من أكثر من حلقة واحدة مثل النفثالين، ويستخدم مصطلح مركب حلقي ضخم عندما يحتوي الحلقي على أكثر من 12 ذرة.

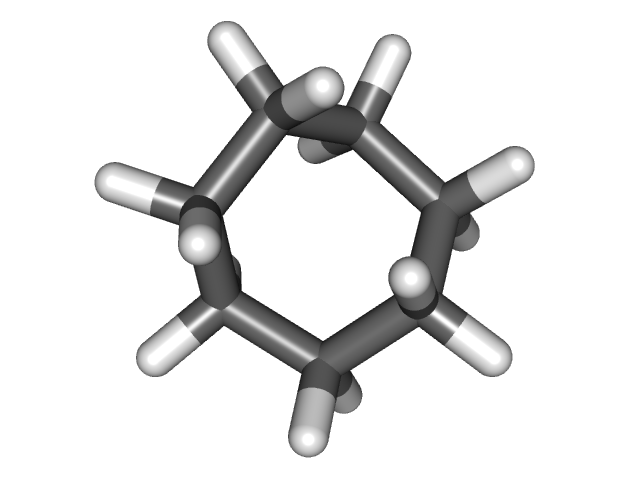
حلقي الهبتان، مركب حلقي غير عطري.
بنزين، مركب حلقي.
نفثالين، مركب متعدد الحلقات.
بورفيرين، مركب حلقي ضخم.
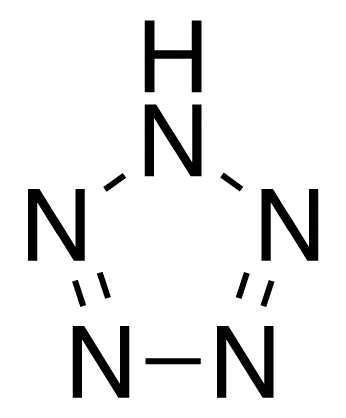
بنتازول، مركب حلقي غير عضوي.